# Софиевская улица (Одесса)
Софиевская — улица в историческом центре Одессы, начинается от спуска Маринеско и заканчивается пересечением с улицей Преображенской.

## История
Своё название улица получила по имени жены князя Станислава Потоцкого — Софии.
Впервые под названием «Софиевская» улица указана в рапорте архитектора Дагбия от 13 февраля 1819.
В 1828 году по проекту неизвестного архитектора на улице построено здание дворца Потоцких (ныне здание занимает Одесский художественный музей). Первой владелицей дворца была графиня Ольга Станиславовна Нарышкина, в девичестве Потоцкая. В 1840-х годах дворец сменил владельцев, а 1888 году был выкуплен городским головой Григорием Маразли и передан городу.
С установлением советской власти название улицы было изменено на Короленко (в честь русского писателя Владимира Короленко), бывавшего в Одессе в 1893, 1897 и 1903 годах. В 1942 году историческое название улицы было возвращено, но в 1943 году, по просьбе митрополита Виссариона название улицы было изменено на Митрополитская, поскольку здесь находилась резиденция церковных иерархов в течение последних 100 лет.
В д.8 в начале улицы была организована радио-телеграфная мастерская, преобразованная в 1919 году в радиозавод, на котором сотрудничали будущие академики Л. Мандельштам и Н. Д. Папалекси.
В 1944 году название Короленко было возвращено советской властью.
Название улицы Софиевская было возвращено в 1995 году, уже после обретения Украиной независимости.

## Достопримечательности

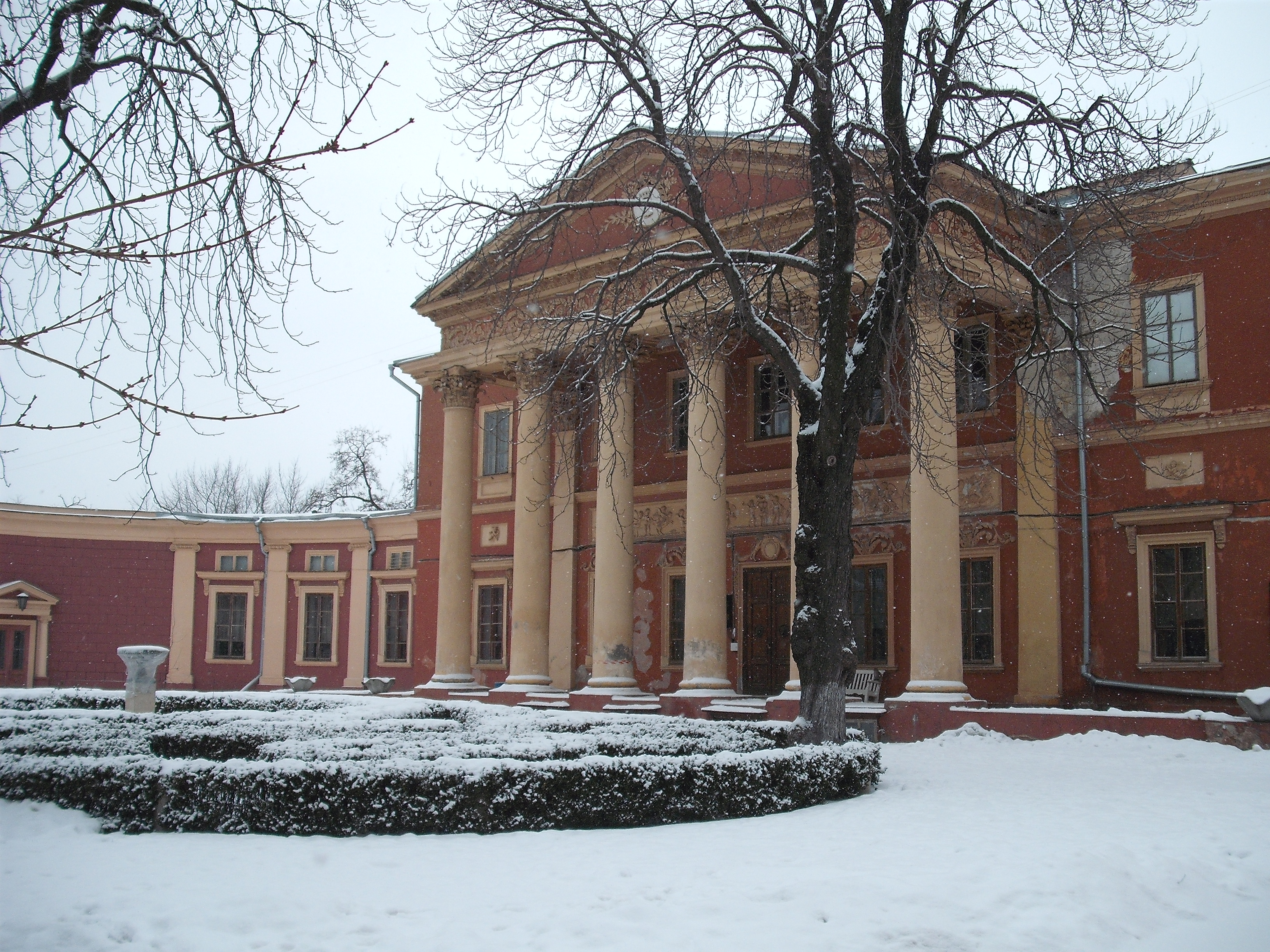
Дворец Потоцкого

д. 5а — Одесский художественный музей

д. 11 — мемориальная доска Маринеско

д. 21 — Собственный дом архитектора Мазирова (1890, собственный проект)

д. 24 — Собственный дом Д. Баязи-Мавро. Построен в последней трети XIX по проекту архитектора В. Ф. Мааса. До прихода к власти большевиков в этом здании располагался сначала штаб Инженерного управления Одесского военного округа, затем — Женская гимназия М. М. Маевской. В середине 1920-х годов в здании располагалась школа № 90. В настоящее время в здании работает Детская театральная школа

## Известные жители

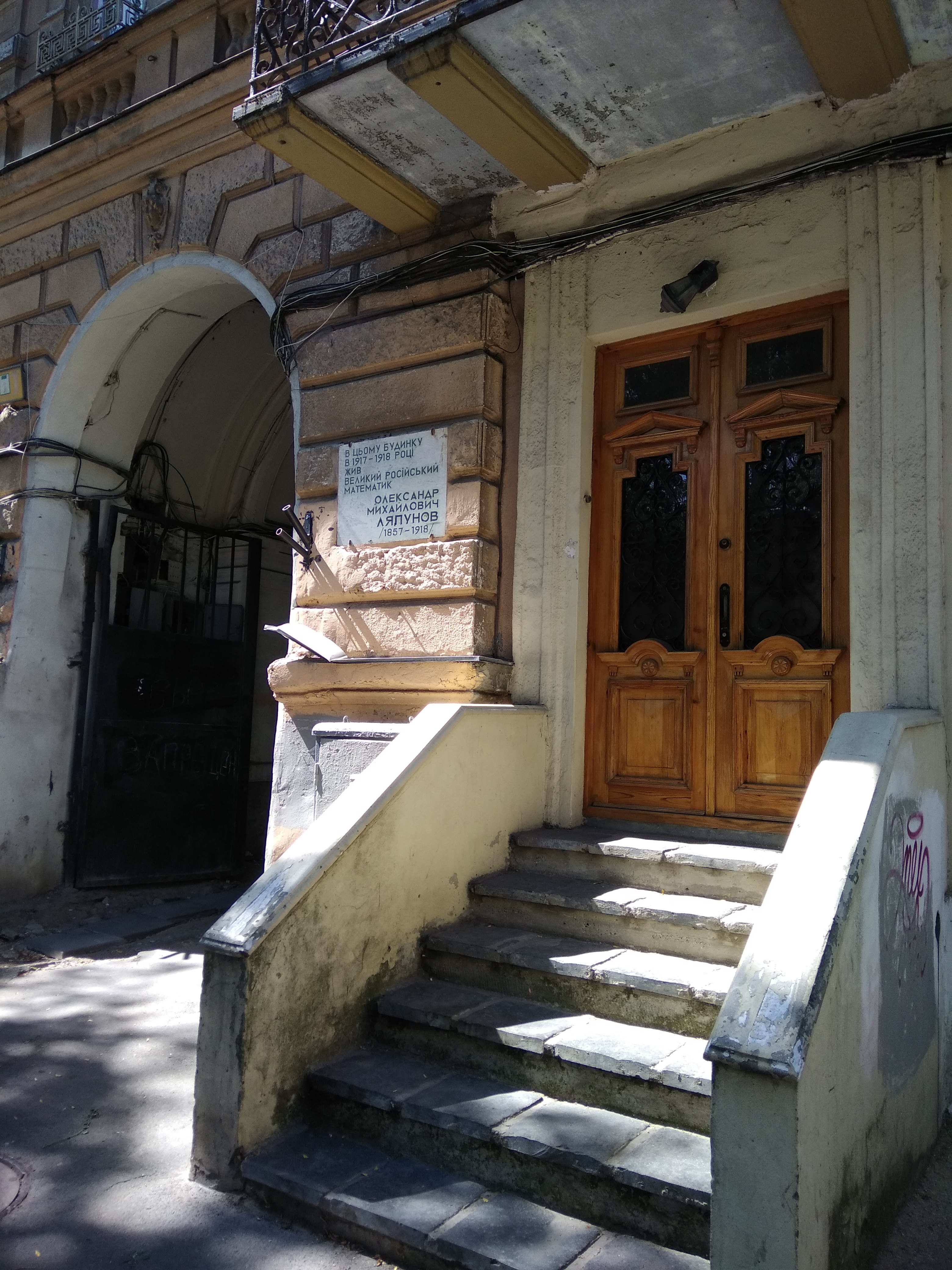
Софиевская,10

В д. 10, с семьей своего брата Бориса Михайловича, с июня 1917 по октябрь 1918 года жил великий русский математик Александр Ляпунов
В 1909 году на улице поселился переехавший в Одессу с родителями Александр Козачинский — будущий автор детективной повести «Зелёный фургон».
В д. 13 перед отъездом в Москву (1923) жил с родителями Илья Ильф.